# T2 (spoorwegrijtuig)
De T2-slaaprijtuigen betreft een serie slaaprijtuigen uit eind jaren 60, begin jaren 70. De rijtuigen werden net in België aangeschaft op een moment waarop er een transitie plaatsvond van materieelbeheer van slaaprijtuigen van de CIWL richting de nationale spoorwegen. Als gevolg hiervan is de eerste serie rijtuigen nog aangeschaft door de CIWL, maar werden er vervolgens vier vervolgbestellingen uitgevoerd door de SNCF en NMBS.

## Tweede leven
Een elftal rijtuigen is doorverkocht aan de Griekse OSE.